# 361 (số)
361 (ba trăm sáu mươi mốt) là một số tự nhiên ngay sau 360 và ngay trước 362.